# UFC on Fox: Johnson vs. Bader
UFC on Fox: Johnson vs. Bader (также известно как UFC on Fox 18) — событие организации смешанных боевых искусств Ultimate Fighting Championship, которое прошло 30 января 2016 года на спортивной арене Пруденшал-центр в городе Ньюарк, штат Нью-Джерси, США.

## До турнира

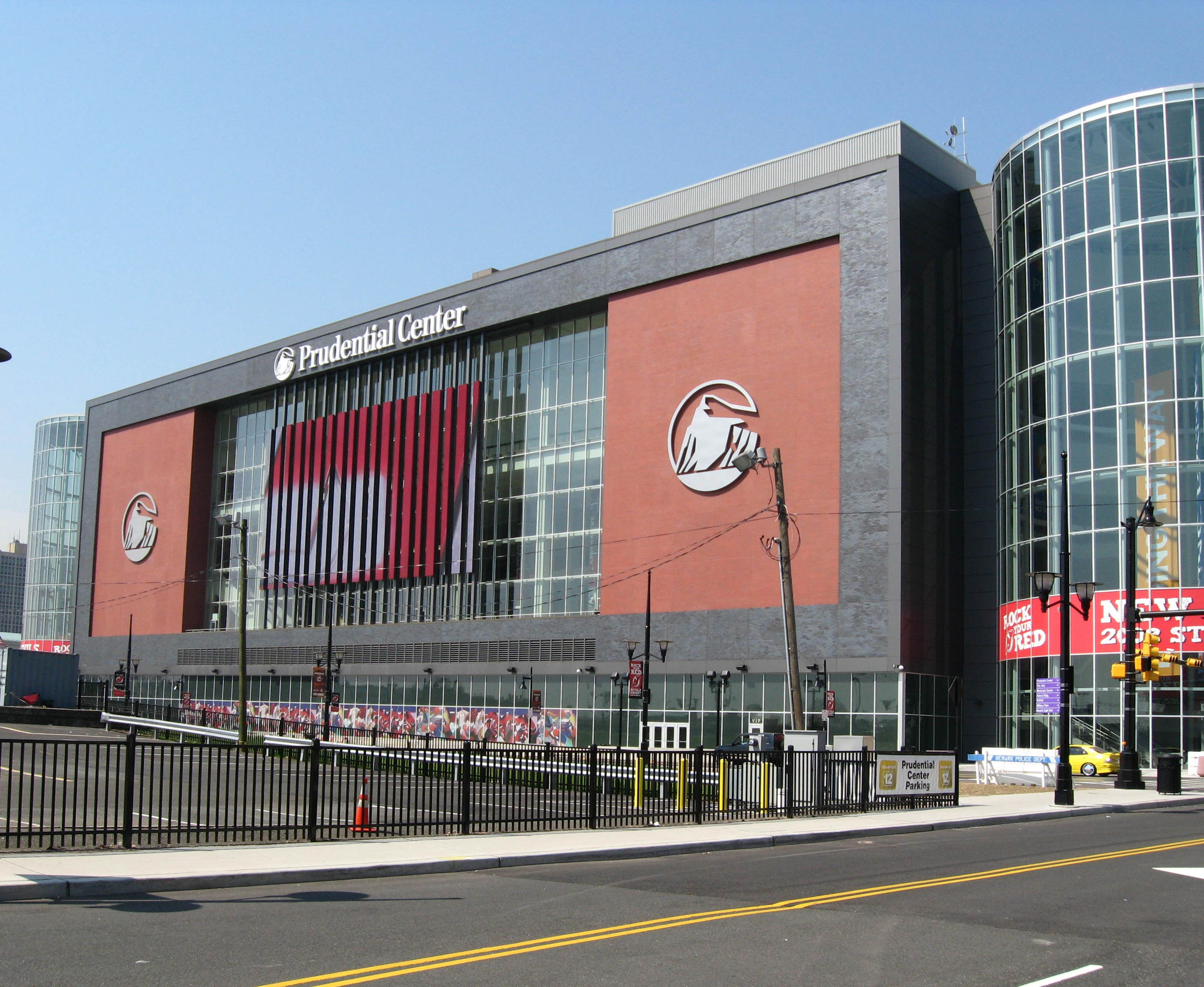
Пруденшал-центр

Главным событием турнира стал бой между вторым и четвёртым номерами  рейтинга полутяжёлого веса, Энтони Джонсоном и Райаном Бейдером. После поражения в бою за титул чемпиона UFC в полутяжёлом весе от Дэниела Кормье, на UFC 187, Джонсон одержал одну победу, над Джими Манува. Бейдер имеет победную серию за пяти поединков, в том числе над бывшим чемпионом UFC в полутяжёлом весе Рашадом Эвансом.
Хоаким Силва должен был встретиться с Оливье Обен-Мерсье, однако выбыл из-за травмы. Его заменил Карлус Диегу Феррейра.
Эндрю Холбрук должен был встретиться с Сэйджем Норткаттом, однако Холбрук снялся с боя из-за травмы. Ему на замену вышел Брайан Барберена и бой состоялся в полусреднем весе.

## Бои
| Категория                            |                       |      |                    | Способ                                     | Раунд | Время |
| Основные бои (Fox)                   |                       |      |                    |                                            |       |       |
| Полутяжёлый веc                      | Энтони Джонсон        | поб. | Райан Бейдер       | Нокаут (удары)                             | 1     | 1:26  |
| Тяжёлый веc                          | Бен Ротвелл           | поб. | Джош Барнетт       | Удушающий приём (гильотина)                | 2     | 3:48  |
| Легчайший веc                        | Джимми Ривера         | поб. | Иури Алкантара     | Единогласное решение (29-28, 29-28, 29-28) | 3     | 5:00  |
| Полусредний вес                      | Брайан Барберена      | поб. | Сэйдж Норткатт     | Удушающий приём (треугольник через руку)   | 2     | 3:06  |
| Предварительные бои (Fox Sports 1)   |                       |      |                    |                                            |       |       |
| Полусредний вес                      | Тарек Саффедин        | поб. | Джейк Элленбергер  | Единогласное решение (29-28, 29-28, 29-28) | 3     | 5:00  |
| Лёгкий вес                           | Карлус Диегу Феррейра | поб. | Оливье Обен-Мерсье | Единогласное решение (29-28, 29-28, 30-27) | 3     | 5:00  |
| Средний вес                          | Рафаэль Наталь        | поб. | Кевин Кейси        | Технический нокаут (удары)                 | 3     | 3:37  |
| Наилегчайший вес                     | Вилсон Рейс           | поб. | Дастин Ортис       | Единогласное решение (30-27, 30-27, 30-27) | 3     | 5:00  |
| Полусредний вес                      | Александр Яковлев     | поб. | Джордж Салливан    | Нокаут (удары)                             | 1     | 3:59  |
| Полулёгкий вес                       | Алекс Касерс          | поб. | Марсиу Фаллен      | Единогласное решение (30-27, 30-27, 30-27) | 3     | 5:00  |
| Предварительные бои (UFC Fight Pass) |                       |      |                    |                                            |       |       |
| Полусредний вес                      | Рэнди Браун           | поб. | Мэтт Дуайер        | Единогласное решение (29-28, 29-28, 29-28) | 3     | 5:00  |
| Полулёгкий вес                       | Деймон Джексон        |      | Леван Макашвили    | Ничья (с Макашвили сняли очко)             | 3     | 5:00  |
| Лёгкий вес                           | Тони Мартин           | поб. | Фелипе Оливиери    | Удушающий приём (сзади)                    | 3     | 3:02  |

## Награды
Следующие бойцы получили бонусные выплаты в размере $50 000:
- Лучший бой вечера: Джимми Ривера против Юрий Алькантара

- Выступление вечера: Энтони Джонсон и Бен Ротуэлл